# Lijst van voetbalinterlands Oezbekistan - Slowakije
Deze lijst van voetbalinterlands is een overzicht van alle officiële voetbalwedstrijden tussen de nationale teams van Oezbekistan en Slowakije. De landen speelden tot op heden een keer tegen elkaar: een vriendschappelijke wedstrijd die werd gespeeld op 14 mei 2002 in Prešov.

## Wedstrijden
| № | Plaats | Datum       | Competitie        | Wedstrijd               | Uitslag |
| - | ------ | ----------- | ----------------- | ----------------------- | ------- |
| 1 | Prešov | 14 mei 2002 | Vriendschappelijk | Slowakije – Oezbekistan | 4 – 1   |

## Samenvatting
| Competitie        | Totaal gespeeld | Winst Oezbekistan | Gelijk | Winst Slowakije | Doelsaldo Oezbekistan – Slowakije |
| ----------------- | --------------- | ----------------- | ------ | --------------- | --------------------------------- |
| Vriendschappelijk | 1               | 0                 | 0      | 1               | 1 − 4                             |
| Totaal            | 1               | 0                 | 0      | 1               | 1 − 4                             |

## Details

### Eerste ontmoeting
De eerste en tot dusver enige ontmoeting tussen de nationale voetbalploegen van Oezbekistan en Slowakije vond plaats op 14 mei 2002. Het vriendschappelijke duel, bijgewoond door 3.850 toeschouwers, werd gespeeld in Štadión Tatran in Prešov en stond onder leiding van scheidsrechter Kjell Alseth uit Noorwegen. Hij deelde twee gele kaarten uit. Verdediger Maroš Klimpl maakte als invaller zijn debuut voor Slowakije. Hij verving Ivan Kozák in de rust. Namens Oezbekistan maakten negen spelers hun debuut voor de nationale ploeg: Vitaly Dzhalilov (Pakhtakor Tashkent), Kairat Utabaev (Pakhtakor Tashkent), Yury Nikitkov (Akademia Tashkent), Timur Kapadze (Pakhtakor Tashkent), Server Djeparov (Pakhtakor Tashkent), Aleksej Nikolajev (Pakhtakor Tashkent), Vladislav Kiryan (Pakhtakor Tashkent), doelpuntenmaker Zayniddin Tadzhiev (Pakhtakor Tashkent) en Aleksandr Geynrix (Pakhtakor Tashkent).
| Vriendschappelijk (Prešov, Slowakije, 14 mei 2002): |              | |
| Slowakije | 4 – 1        | Oezbekistan |
| Vratislav Greško 5' Jozef Kožlej 47' Jozef Kožlej 79' Marek Mintál 85' | goals        | 48' Zayniddin Tadzhiev |
| Ladislav Jurkemik | bondscoach   | Ravshan Haydarov |
| Kamil Čontofalský Ivan Kozák 46' Marek Špilár Martin Petráš Vladimír Labant Karol Kisel 86' Juraj Czinege 60' Peter Hlinka 86' Vratislav Greško Ľubomír Reiter 46' Jozef Kožlej | opstellingen | Georgi Zabirov Vitaly Dzhalilov Bakhtier Ashurmatov Asror Aliqulov Kairat Utabaev 74' Anvar Soliev 81' Andrei Vlasichev 46' Server Djeparov 63' Leonid Koshelev Zayniddin Tadzhiev 53' Nagmatulla Kutibaev |
| Maroš Klimpl 46' Szilárd Németh 46' Marek Mintál 60' Peter Dzúrik 86' Martin Fabuš 86'                                                                                          | wissels      | 46' Aleksej Nikolajev 53' Aleksandr Geynrix 63' Vladislav Kiryan 74' Yury Nikitkov 81' Timur Kapadze |
| Maroš Klimpl | gele kaarten | Bakhtior Ashurmatov |

UFF · A-internationals · Bondscoaches · Statistieken · Oezbeeks vrouwenelftal · Olympisch elftal · Oezbekistan U21 · Oezbekistan U20 · Oezbekistan U19 · Oezbekistan U18 · Oezbekistan U17
1990 – 1999 ·
2000 – 2009 ·
2010 – 2019 ·
2020 – 2029 ·
1994 · 
1995 · 
1996 · 
1997 · 
1998 · 
1999 · 
2000 · 
2001 · 
2002 · 
2003 · 
2004 · 
2005 · 
2006 · 
2007 · 
2008 · 
2009 · 
2010 · 
2011 · 
2012 · 
2013 · 
2014 ·
2015 ·
2016 ·
2017 ·
2018 ·
2019 ·
2020 ·
2021 ·
2022 ·
2023
Albanië ·
Armenië ·
Australië ·
Azerbeidzjan ·
Bahrein ·
Bangladesh ·
Bolivia ·
Bosnië en Herzegovina ·
Burkina Faso ·
Cambodja ·
Canada ·
China ·
Costa Rica ·
Estland ·
Filipijnen ·
Georgië ·
Hongkong ·
India ·
Indonesië ·
Irak ·
Iran ·
Israël ·
Japan ·
Jemen ·
Jordanië ·
Kameroen ·
Kazachstan ·
Kirgizië ·
Koeweit ·
Letland ·
Libanon ·
Malediven ·
Maleisië ·
Marokko ·
Mexico ·
Mongolië ·
Montenegro ·
Nieuw-Zeeland ·
Nigeria ·
Noord-Korea ·
Oeganda ·
Oekraïne ·
Oman ·
Palestina ·
Qatar ·
Rusland ·
Saoedi-Arabië ·
Senegal ·
Singapore ·
Slowakije ·
Sri Lanka ·
Syrië ·
Tadzjikistan ·
Taiwan ·
Thailand ·
Turkije ·
Turkmenistan ·
Uruguay ·
Venezuela ·
Verenigde Arabische Emiraten ·
Verenigde Staten ·
Vietnam ·
Wit-Rusland ·
Zuid-Korea ·
Zuid-Soedan ·
Zweden
SFZ · A-internationals · Bondscoaches · Statistieken · Slowaaks vrouwenelftal · Olympisch elftal · Slowakije U21 · Slowakije U20 · Slowakije U19 · Slowakije U18 · Slowakije U17 · Slowakije U16
1939 – 1944 · 1992 – 1999 · 2000 – 2009 · 2010 – 2019 · 2020 − 2029
EK's: 2016 · 2020 · 2024
WK's: 2010
OS: 2000
1939 · 1940 · 1941 · 1942 · 1943 · 1944 · 1945–1991 · 1992 · 1993 · 1994 · 1995 · 1996 · 1997 · 1998 · 1999 · 2000 · 2001 · 2002 · 2003 · 2004 · 2005 · 2006 · 2007 · 2008 · 2009 · 2010 · 2011 · 2012 · 2013 · 2014 · 2015 · 2016 · 2017 · 2018 · 2019 · 2020 · 2021
Algerije · 
Andorra · 
Argentinië ·
Armenië · 
Australië · 
Azerbeidzjan · 
België · 
Bolivia · 
Bosnië en Herzegovina · 
Brazilië · 
Bulgarije · 
Chili · 
Colombia · 
Costa Rica · 
Cyprus · 
Denemarken · 
Duitsland · 
Egypte · 
Engeland · 
Estland · 
Faeröer · 
 Finland · 
Frankrijk · 
Georgië · 
Gibraltar · 
Griekenland · 
Guatemala · 
Hongarije · 
Ierland · 
IJsland · 
Iran · 
Israël · 
Italië · 
Japan · 
Joegoslavië · 
Jordanië · 
Kameroen · 
Kazachstan ·
Koeweit ·
Kroatië · 
Letland · 
Libanon ·
Liechtenstein · 
Litouwen ·
Luxemburg · 
Malta · 
Marokko · 
Mexico ·
Moldavië · 
Montenegro ·
Nederland · 
Nieuw-Zeeland · 
Noord-Ierland ·
Noord-Macedonië ·
Noorwegen ·
Oeganda · 
Oekraïne · 
Oezbekistan · 
Oostenrijk · 
Paraguay · 
Peru · 
Polen · 
Portugal · 
Roemenië · 
Rusland · 
San Marino · 
Saoedi-Arabië · 
Schotland · 
Servië en Montenegro ·
Slovenië · 
Spanje · 
Thailand · 
Tsjechië · 
Turkije · 
Verenigde Arabische Emiraten · 
Verenigde Staten · 
Wales · 
Wit-Rusland · 
Zuid-Korea · 
Zweden · 
Zwitserland
Engeland (2016) ·
Nieuw-Zeeland (2010) · 
Polen (2021) · 
Rusland (2016) · 
Spanje (2021) · 
Wales (2016) · 
Zweden (2021)